# Villanova (Bernareggio)
Villanova (in passato nota come Villanova Vimercate, "Villanoeva" in dialetto brianzolo) è l'unica frazione del comune italiano di Bernareggio posta a sudovest del centro abitato, verso Carnate. Costituì un comune autonomo fino al 1869. Vi si trova la Villa De Azzi Lanfranconi risalente al XVIII secolo.

## Storia
Alla proclamazione del Regno d'Italia nel 1805, Villanova risultava avere 277 residenti. Nel 1809 un regio decreto di Napoleone determinò la soppressione dell'autonomia municipale per annessione a Bernareggio, ma il Comune di Villa Nuova fu poi ripristinato con il ritorno degli austriaci nel 1816. L'abitato crebbe poi discretamente, tanto che nel 1853 risultò essere popolato da 357 anime, salite a 401 nel 1861. Il nuovo nome di Villanova Vimercate gli fu dato nel 1862. Fu un decreto di Vittorio Emanuele II del 1869 a decidere la soppressione del municipio, annettendolo a quello di Bernareggio riproponendo l'antico modello napoleonico.